# Chinese BASIC
Chinese BASIC (chinesisch 中文培基, Pinyin Zhōngwén Péijī) sind einige verschiedene chinesische Versionen der Programmiersprache BASIC aus den 1980er Jahren.

## Versionen
Mindestens zwei Arten von Chinese BASIC waren modifizierte Versionen des Applesoft BASIC, das chinesische Befehle und Variablen annahm. Diese Versionen von Chinese BASIC wurde unter anderem in Taiwanesische Apple-Clonen verbaut. Einer davon war der sehr erfolgreiche Multitech Microprofessor II. Eine andere Version wurde mit dem MiTAC Little Intelligent Computer (小神通) ausgeliefert.
Die Firma Multitech produzierte auch eine Zilog-Z80-basierte Portierung von Chinese BASIC für ihre High-End-Computermodelle.